# Maud (Oklahoma)
Maud – miejscowość w Stanach Zjednoczonych, w stanie Oklahoma, w hrabstwie Pottawatomie.